# Вилькин, Александр Михайлович
Александр Михайлович Вилькин (род. 25 июля 1943, Омск, РСФСР, СССР) — советский и российский режиссёр театра, актёр, педагог. Народный артист Российской Федерации (2001), профессор, с 1995 года — художественный руководитель Государственного Московского театрального центра «Вишнёвый сад» под руководством Александра Вилькина.

## Биография
Родился 25 июля 1943 года в Омске в семье хирурга, заслуженного врача РСФСР Михаила Исааковича Вилькина и гинеколога Тамары Николаевны Бундиковой. Начал свою творческую деятельность в 1961 году, создав театр-студию «Пирамида». Окончив Высшее театральное училище имени Б. В. Щукина (в 1968 г. актёрский и в 1972 г. режиссёрский факультеты), работал актёром и режиссёром Театра на Таганке, сыграл множество главных ролей, высоко отмеченных прессой и критиками.
Однако большую часть своей жизни он посвятил режиссуре. Является создателем более 100 спектаклей, проектов на ТV, радио, в Московской государственной филармонии, в различных театрах Москвы, других городов России, стран ближнего и дальнего зарубежья. Особо нужно отметить спектакли, ставшие безусловным достижением российской режиссуры: «Чайка» А. Чехова в Театре им. Маяковского, «Процесс» Ф. Кафки в Театре им. Станиславского, «Танго» С. Мрожека в Новом драматическом театре г. Москвы, «Усвятские шлемоносцы» Е. Носова и «Контракт на убийство» С. Мрожека в Московском театре Российской Армии, «Кто боится Вирджинии Вульф?» Э. Олби в Омском драматическом театре, «Священные чудовища» Ж. Кокто в театре Сатиры, «Театр остановившегося времени» («Играем с Ионеско» и «В ожидании Годо» С. Беккета), «Стеклянный зверинец» Теннесси Уильямса в МТЦ «Вишнёвый сад» А. П. Чехова, «Волки и овцы» А. Н. Островского и многие другие.
В 1998 году в Польше на международном Шекспировском фестивале спектакль «Двенадцатая ночь» У. Шекспира в его постановке был удостоен первой премии, а за «Выдающиеся достижения в развитии современного театра Польши» за ряд спектаклей он был награждён орденом «Поморский гриф».
В 1999 году получил первую премию за лучшую мужскую роль в спектакле «Тартюф» на Международном театральном фестивале «Славянские встречи» в Брянске, в том же году получил премию Мэрии Москвы за режиссуру спектаклей «Стеклянный зверинец» Т. Уильямса, «Тартюф» Мольера и «Как быстро кончается жизнь…» О. Берггольц в МТЦ «Вишнёвый сад».
Помимо практической режиссёрской деятельности А. М. Вилькин глубоко и серьёзно занимается теоретическими разработками театрального искусства. Его перу принадлежит ряд оригинальных статей, опубликованных в периодической печати и академических изданиях. Как драматургу ему принадлежат более 10 реализованных авторских проекта.
Является учредительным членом Европейского культурного клуба (ЕКК) в Праге.
Работу в театре А. М. Вилькин удачно сочетает с педагогической и общественной деятельностью, являясь профессором Театрального института имени Бориса Щукина. Ему присущи глубокая интеллигентность, высочайшая эрудиция, научно-организованный интеллект. Вилькин — замечательный педагог, блестящий актёр, талантливый режиссёр. Он — человек одержимый делом, которое составляет смысл его жизни. Все, кто встречается с ним в репетиционном процессе, имеют радость работать с человеком, который всегда в курсе всего нового, что есть в современном театре, вокруг каждого произведения им так много прочитано, что, по словам народной артистки СССР Веры Васильевой, «слушая его, актёры чувствуют себя учениками, с которыми делится большой мастер». Одними из талантливых учеников А. М. Вилькина, успешно проявивших себя в современном театре, являются Артём Бибилюров и Владимир Жуков. С 2007 года молодые режиссёры руководят Первой экспериментальной молодёжной вахтанговской студией «Турандот» в Москве.
Кроме работы в театре А. М. Вилькин неоднократно снимался в телевизионных фильмах: «Ночной звонок», «Солнце на стене», «Разные люди» и др. В 2001 году в телевизионном сериале «Гражданин начальник» очень ярко и убедительно сыграл роль Мэра города, завоевав заслуженную популярность у зрителей.
Руководимый им театральный центр «Вишнёвый сад» неизменно собирает публику и удостаивается самой высокой оценки театральной критики.

## Семья
Сестра — Наталья Вилькина (1945—1991), актриса.
Жена (с 1972 года) — Ольга Широкова (1945—2025), актриса московского театрального центра «Вишнёвый сад».
Дети:
- Антон Вилькин (род. 1969)[3], актёр театра, кино и дубляжа, проживает в Израиле.
- Татьяна Вилькина (1973—2025)[4], режиссёр и сценарист документального и короткометражного кино, в прошлом работала актрисой.

## Награды и звания
- Орден Дружбы (20 января 2022 года) — за большой вклад в развитие отечественной культуры и искусства, многолетнюю плодотворную деятельность[5].
- Народный артист Российской Федерации (31 мая 2001 года) — за большие заслуги в области искусства[6].
- Заслуженный деятель искусств Российской Федерации (28 декабря 1992 года) — за заслуги в области искусства[7].
- Почётная грамота Президента Российской Федерации (31 июля 2015 года) — за заслуги в развитии отечественной культуры и многолетнюю плодотворную деятельность[8].
- Почётная грамота Правительства Москвы (16 июля 2003 года) — за большие творческие достижения в развитии театрального искусства и в связи с 60-летием со дня рождения[9].

## Творчество

### Фильмография

#### Режиссёр
- 2004 — Зимородок

#### Актёр
- 1969 — Ночной звонок — Митя
- 1970 — Солнце на стене — Вениамин Тихомиров
- 1973 — Во весь голос
- 1973 — Разные люди — Олег Третьяков
- 1982 — Джентльмены из конгресса
- 1989 — Его батальон
- 1989 — Следствие ведут ЗнаТоКи. Мафия
- 1991 — Нежный образ твой
- 2000 — Тартюф
- 2001 — Гражданин начальник — Александр Михайлович Сысцов